# Чемпионат Европы по биатлону 2016
Открытый чемпионат Европы по биатлону 2016 года (англ. IBU Open European Championships 2016) прошёл с 24 февраля по 28 февраля 2016 года в тюменском областном центре зимних видов спорта (ОЦЗВС) «Жемчужина Сибири», (Россия).
В чемпионате приняли 26 национальных сборных, в том числе спортсмен из Австралии. Всего выступили 167 спортсменов (85 мужчин и 82 женщины). Разыгрывалось 8 комплектов медалей: по две в спринте, преследовании и масс-стартах, пришедших на замену индивидуальным гонкам и одна в смешанной эстафете, заменившей отдельные мужскую и женскую. Также на чемпионате впервые прошла одиночная смешанная эстафета.
Календарь открытого чемпионата Европы по биатлону 2016 года

### Общий медальный зачет
| Место | Страна   |   |   |   | Всего |
| ----- | -------- | - | - | - | ----- |
| 1     | Россия   | 4 | 1 | 1 | 6     |
| 2     | Германия | 3 | 3 | 2 | 8     |
| 3     | Беларусь | 1 | 0 | 0 | 1     |
| 4     | Словакия | 0 | 2 | 0 | 2     |
| 5     | Норвегия | 0 | 1 | 4 | 5     |
| 6     | Чехия    | 0 | 1 | 0 | 1     |
| 7     | Болгария | 0 | 0 | 1 | 1     |
| Всего |          | 8 | 8 | 8 | 24    |

## Результаты гонок чемпионата
| Гонка                                                                                     | Женщины | Мужчины |  |
| ----------------------------------------------------------------------------------------- | --- | --- |  |
| Одиночная смешанная эстафета 1. 24 февраля 2016 Женщины + Мужчины: 1х6 + 1х7,5 км         | 1. Россия 36:59.0 (0+4) (В. Сливко, А. Бабиков) 2. Германия +37.9 (0+7) (Л. Куммер, М. Дорфер) 3. Норвегия +52.7 (0+6) (И. Тандревольд, В. Ш. Кристиансен) Финишный протокол | 1. Россия 36:59.0 (0+4) (В. Сливко, А. Бабиков) 2. Германия +37.9 (0+7) (Л. Куммер, М. Дорфер) 3. Норвегия +52.7 (0+6) (И. Тандревольд, В. Ш. Кристиансен) Финишный протокол |  |
| Смешанная эстафета 1. 24 февраля 2016 Женщины + Мужчины: 2×6 + 2×7,5 км                   | 1. Россия 1:10:56.3 (1+9) (А. Загоруйко, О. Якушова, М. Елисеев, Е. Гараничев) 2. Словакия +0.1 (0+5) (П. Фиалкова, Я. Герекова, М. Казар, М. Отченаш) 3. Норвегия +1:04.1 (0+12) (С. Неросен, Б. Ландхейм, Х. Л’Абе-Лунд, Х. Богетвейт) Финишный протокол                                                                   | 1. Россия 1:10:56.3 (1+9) (А. Загоруйко, О. Якушова, М. Елисеев, Е. Гараничев) 2. Словакия +0.1 (0+5) (П. Фиалкова, Я. Герекова, М. Казар, М. Отченаш) 3. Норвегия +1:04.1 (0+12) (С. Неросен, Б. Ландхейм, Х. Л’Абе-Лунд, Х. Богетвейт) Финишный протокол                                                                      |  |
| Спринт 1. 25 февраля 2016 Женщины: 7,5 км 2. 25 февраля 2016 Мужчины: 10 км               | 1. Надин Хорхлер 21:53.0 (1) 2. Каролин Хорхлер +12.7 (0) 3. Анника Кнолль +28.5 (0) 4. Анна Щербинина +32.0 (1) 5. Надежда Скардино +34.5 (0) 6. Мария Панфилова +37.6 (0) 7. Анастасия Загоруйко +38.0 (2) 8. Барбора Томешова +51.9 (1) 9. Луиза Куммер +1:01.7 (2) 10. Паулина Фиалкова +1:02.7 (1) Финишный протокол    | 1. Евгений Гараничев 23:40.3 (1) 2. Хенрик Л’Абе-Лунд +5.2 (0) 3. Антон Бабиков +9.7 (0) 4. Флориан Граф +19.6 (0) 5. Владимир Илиев +31.7 (1) 6. Маттиас Бишль +37.9 (0) 7. Хавард Богетвейт +40.2 (0) 8. Матвей Елисеев +41.8 (2) 9. Ветле Шостад Кристиансен +46.5 (0) 10. Виктор Кривко +51.9 (0) Финишный протокол         |  |
| Гонка преследования 1. 27 февраля 2016 Женщины: 10 км 2. 27 февраля 2016 Мужчины: 12,5 км | 1. Надежда Скардино 30:01.7 (2) 2. Каролин Хорхлер +7.4 (2) 3. Ингрид Тандреволд +14.1 (3) 4. Анастасия Загоруйко +14.4 (3) 5. Паулина Фиалкова +30.1 (3) 6. Надин Хорхлер +37.8 (4) 7. Луиза Куммер +41.9 (2) 8. Алексия Рунггальдир +49.3 (2) 9. Хлоя Шевалье +49.8 (3) 10. Галина Нечкасова +1:02.2 (4) Финишный протокол | 1. Антон Бабиков 30:01.5 (1) 2. Евгений Гараничев +0.1 (1) 3. Флориан Граф +46.0 (2) 4. Ветле Шостад Кристиансен +1:00.4 (0) 5. Пётр Пащенко +1:09.9 (2) 6. Матвей Елисеев +1:10.3 (4) 7. Матей Казар +1:24.4 (0) 8. Ярослав Соукуп +1:31.3 (0) 9. Антонин Гигонна +1:32.0 (1) 10. Владимир Илиев +1:34.1 (5) Финишный протокол |  |
| Масс-старт 1. 28 февраля 2016 Женщины: 12,5 км 2. 28 февраля 2016 Мужчины: 15 км          | 1. Луиза Куммер 36:05.1 (2) 2. Паулина Фиалкова +8.0 (3) 3. Ингрид Тандреволд +11.3 (4) 4. Ольга Якушова +11.8 (3) 5. Анастасия Загоруйко +12.8 (3) 6. Йессика Йислова +46.1 (3) 7. Галина Нечкасова +48.6 (5) 8. Надин Хорхлер +49.0 (4) 9. Барбора Томешова +54.1 (4) 10. Анника Кнолль +55.2 (2) Финишный протокол        | 1. Флориан Граф 38:20.5 (1) 2. Ярослав Соукуп +4.1 (1) 3. Владимир Илиев +8.5 (2) 4. Антон Бабиков +14.3 (1) 5. Вегард Ермуннсхёуг +34.3 (2) 6. Маттиас Бишль +36.0 (2) 7. Хенрик Л’Абе-Лунд +46.2 (4) 8. Тобиас Эберхард +47.8 (2) 9. Пётр Пащенко +51.6 (3) 10. Флоран Клод +51.9 (1) Финишный протокол                       |  |